# Paul Spamann

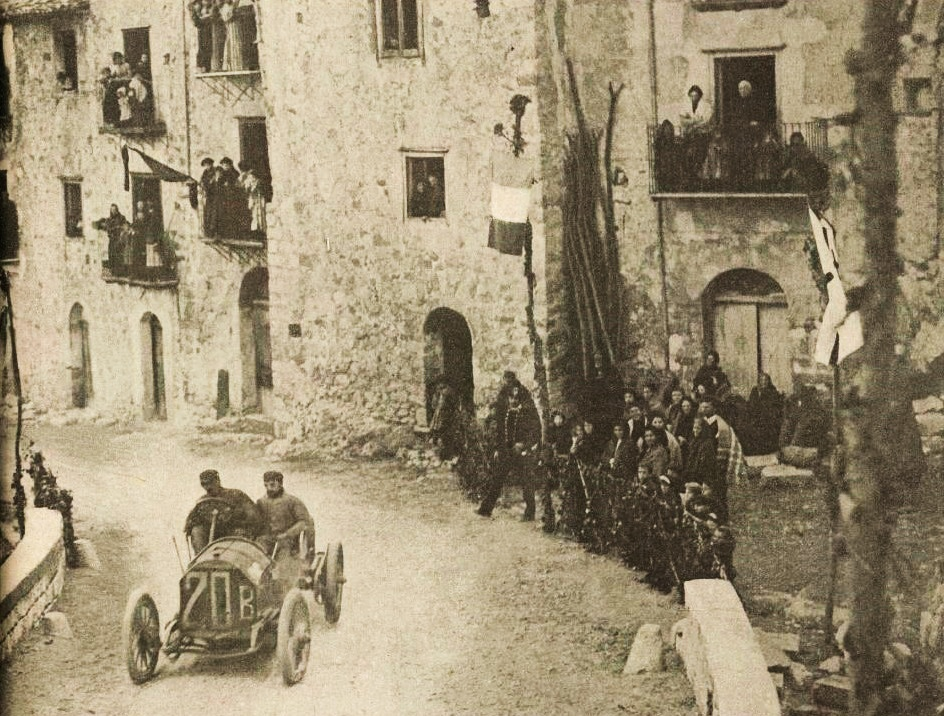
Rennszene der Targa Florio 1907

Paul Spamann (teilweise auch Dietrich Spamann; * 6. Juni 1880 in Ravensburg; † 25. März 1957 in Ulm) war ein deutscher Automobilrennfahrer.

## Werdegang
Paul Spamann stammte aus der Familie des Bäckermeisters Peter Spamann und seiner Ehefrau Klara Elisabeth geb. Sittig. Spamann trat im Alter von 19 Jahren als Schlosser in die Daimler-Motoren-Gesellschaft (DMG) ein und arbeitete bis 1900 für die Firma. Nach Ableistung seines Wehrdienstes besuchte er die Baugewerkschule in Stuttgart und trat im März 1903 in die Fahrabteilung von Benz & Cie. ein. Ab Herbst 1912 war er für die Benz-Vertretung in Paris tätig. Nach dem Ersten Weltkrieg wurde Spamann von Benz & Cie. in der Mannheimer Zentrale eingesetzt. Später übernahm er die technische Leitung der Niederlassung in Saarbrücken.
Für Benz & Cie. absolvierte Paul Spamann vor dem Ersten Weltkrieg mehrere Renneinsätze. Bei der Targa Florio 1907 auf Sizilien trat er neben Fritz Erle und dem sizilianischen Adligen Clemente di Boiano im Benz-&-Cie.-Werksteam auf einem Benz 60 PS Targa-Florio-Rennwagen an und gewann mit dem Team den Mannschaftspreis in der Gleichmäßigkeitswertung. Im Juni 1907 nahm er für Benz am Kaiserpreis-Rennen im Taunus teil und erreichte dabei im ersten Vorlauf nicht das Ziel.
Im Jahr 1912 siegte Spamann sowohl beim Kilometerrennen von Antwerpen als auch beim Rennen Moskau–Twer–Moskau.
1915 heiratete Spamann in Mannheim Karoline Friederike Lauster (* 1886); einer der Trauzeugen war der Rennfahrer Franz Hörner.
Spamann starb 1957 im Alter von 76 Jahren in Ulm.